# J. M. Bumsted
John „Jack“ M. Bumsted (* 12. Dezember 1938 in White Plains, New York; † 25. Januar 2020) war ein US-amerikanisch-kanadischer Historiker und Hochschullehrer, der unter anderem Autor von über 30 wissenschaftlichen und populärwissenschaftlichen Büchern zur kanadischen Geschichte war.

## Leben
John „Jack“ M. Bumsted absolvierte nach dem Schulbesuch ein Studium am Tufts College, welches er 1959 mit einem Bachelor of Arts (B.A.) mit Auszeichnung „summa cum laude“ beendete. 1965 schloss er seine Promotion zum Doctor of Philosophy (Ph.D.) an der Brown University mit der Dissertation „The pilgrim’s progress. The ecclesiastical history of the Old Colony, 1620–1775“ abschloss, eine Abhandlung über die Kirchengeschichte der Pilgerväter in der Plymouth Colony. Im Anschluss lehrte er als Professor an verschiedenen Universitäten, darunter an der Simon Fraser University (SFU) in Burnaby, deren Gründungsmitglied er war, sowie an der McMaster University in Hamilton und der University of Edinburgh, bevor er 1980 an das St. John’s College der University of Manitoba (UM) wechselte, wo er seine Laufbahn mit seiner Emeritierung 2007 beendete. Während seiner Zeit an der University of Manitoba hatte er verschiedene Verwaltungspositionen inne, darunter die des Studiendekans des St. John’s College und die des Direktors des Instituts für Geisteswissenschaften. Seine akademische Laufbahn führte ihn nach Deutschland, Japan, Indien, Großbritannien und die USA, wodurch er unter anderem 1995 als Gastdozent der Abteilung Geschichte des John-F.-Kennedy-Instituts für Nordamerikastudien der Freien Universität Berlin lehrte.
2003 wurde Bumsted Mitglied der Royal Society of Canada. Sein wissenschaftliches Interesse an Thomas Douglas, 5. Earl of Selkirk, das ihn ursprünglich nach Manitoba führte, führte 2008 zur Veröffentlichung von „Lord Selkirk: A Life“, das mehrfach ausgezeichnet wurde, darunter mit dem Leila-Commons Award, dem Alexander Isbister Award, dem J. W. Dafoe Book Prize und 2009 mit dem Preis der Canadian Authors Association.

## Veröffentlichungen
Jack Bumsted war einer der vielseitigsten, am häufigsten publizierten und meistgelesenen Historiker Kanadas. Sein Werk zeichnet sich durch eine bemerkenswerte thematische und chronologische Bandbreite aus. Seine Veröffentlichungen umfassen zahlreiche Fachgebiete und veranschaulichen die Weite seiner Vision. Über vierzehn Bücher, darunter mehrere preisgekrönte, behandeln das koloniale Amerika, Schottland, die Schotten in Kanada, Prince Edward Island im 18. Jahrhundert, Manitoba, den Westen und Kanada im Allgemeinen. Darüber hinaus hat er über 95 Artikel in wissenschaftlichen Zeitschriften und populären Fortsetzungsromanen veröffentlicht. Als Herausgeber des Selkirk Papers Project und der Manitoba Record Society engagierte er sich für die Sammlung und Verbreitung der historischen Aufzeichnungen Kanadas.
Zu seinen Werken gehören:
- The pilgrim’s progress. The ecclesiastical history of the Old Colony, 1620–1775, Dissertation (Ph.D.), Brown University, 1965
- Documentary problems in Canadian history, Irwin-Dorsey, Georgetown 1969
- The Great Awakening. The beginnings of evangelical pietism in America, Blaisdell Pub. Co., Waltham 1970
- Henry Alline 1748–1784, University of Toronto Press, Toronto 1971
- What must I do to be saved? The great awakening in colonial America, Dryden Press, Hinsdale 1976
- Canadian history before Confederation essays and interpretations, Irwin-Dorsey, Georgetown 1979
- The people’s clearance. Highland emigration to British North America, 1770–1815, University of Manitoba Press, Winnipeg 1982
- An account of a voyage to the north west coast of America in 1785 & 1786, University of Washington Press, Seattle 1982
- Understanding the Loyalists, Centre for Canadian Studies, Mount Allison University, Sackveille 1986
- Land, settlement, and politics on eighteenth-century Prince Edward Island, McGill-Queen's University Press, Kingston 1987
- Writings and papers of Thomas Douglas, Fifth Earl of Selkirk, Manitoba Record Society, Winnipeg 1987
- The peoples of Canada, University of Toronto Press, Toronto 1992
- Interpreting Canada’s past, Oxford University Press, Toeonto 1993
- The Red River Rebellion, Watson & Dwyer, Winnipeg 1996
- Floods of the centuries. A history of flood disasters in the Red River Valley, 1776–1997, Great Plains Publications, Winnipeg 1997
- Fur trade wars. The founding of western Canada, Great Plains Pub,  Winnipeg 1999
- Louis Riel v. Canada. The making of a rebel, Great Plains Publications, Winnipeg 2001
- Trials & tribulations. The Red River settlement and the emergence of Manitoba, 1811–1870, Great Plains Publications, Winnipeg 2003
- Canada’s diverse peoples. A reference sourcebook, ABC-CLIO, Santa Barbara 2003
- A history of the Canadian peoples, Oxford University Press, 2003
- From clan to clearance history and archaeology on the Isle of Barra, c.850–1850 AD, Mitautor Keith Branigan, David Brown Book Co., Oakville 2005
- St. John’s College. Faith and education in Western Canada, University of Manitoba Press, Winnipeg 2006
- Lord Selkirk. A life, Michigan State University Press, East Lansing 2009